# La Peña de los Gitanos
La Peña de los Gitanos, (auch Dólmenes de Montefrío – dt. Fels der Zigeuner) etwa 5,0 km östlich von Montefrío, liegt völlig abgeschieden von anderen Anlagen der Kultur, nordwestlich von Granada in Andalusien in Spanien. Der Ort ist ein Gebiet grüner Terrassen zwischen Kalksteinfelswänden, wo mehrere Dolmen aus der Jungsteinzeit liegen, die erst zum Teil ausgegraben wurden. Auch Menhire und Höhlen (Cueva de las Cabras, Cueva Negra, Raja de la Mora) kommen hier vor.
Die Megalithanlagen an dem „Felsen der Zigeuner“ sind 1996 entdeckte kleine bis mittlere eingetiefte Dolmen mit gestalteten Zugängen, meist jedoch ohne erhaltene Decksteine, die mit Erd- und Steinhügeln bedeckt waren, die durch Erosion oder Abtragung verschwunden sind. Sie wurden bis in die Bronzezeit genutzt. In einigen fanden sich Darstellungen von Tieren als Felsritzung.

La Peña de los Gitanos
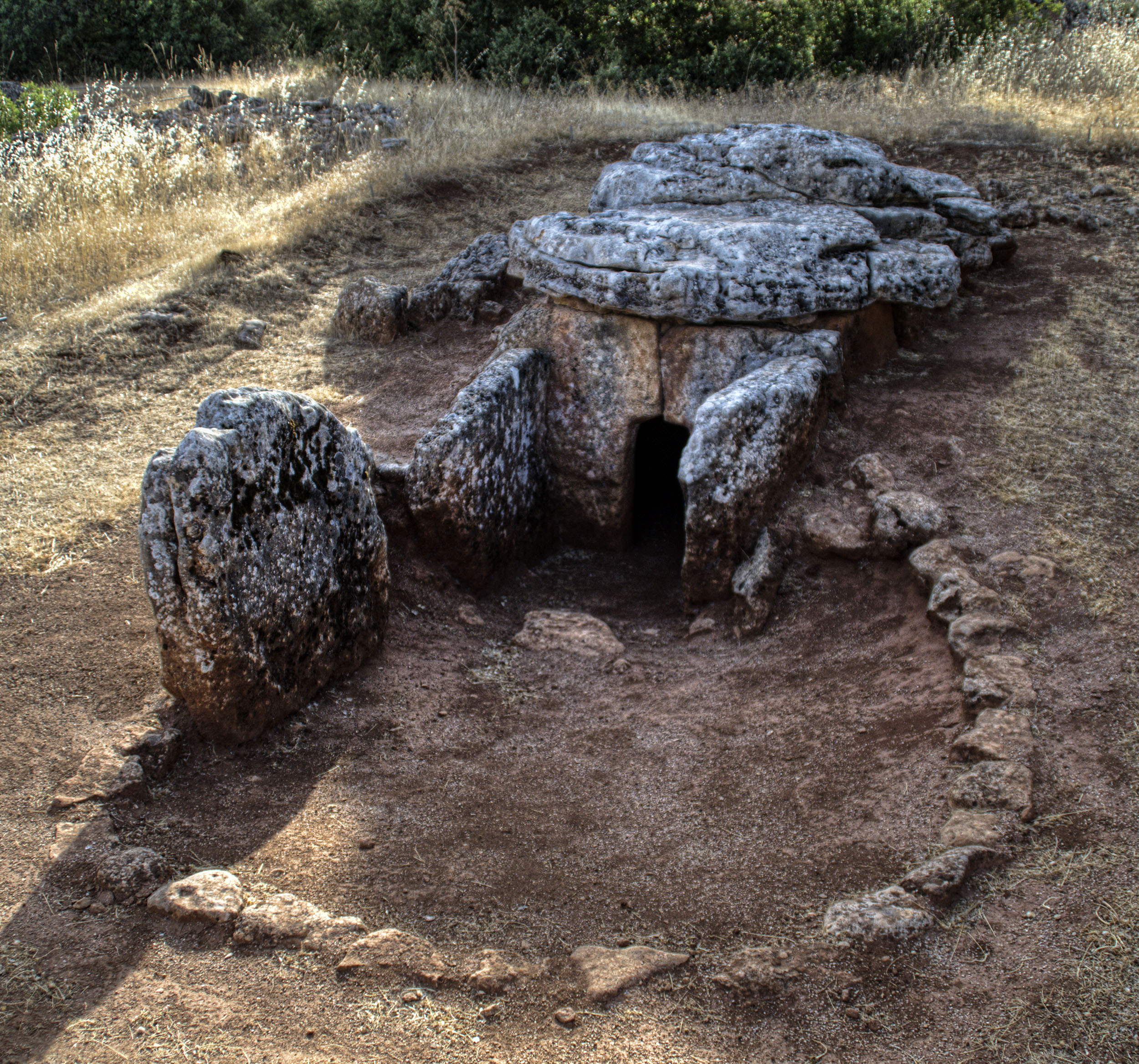
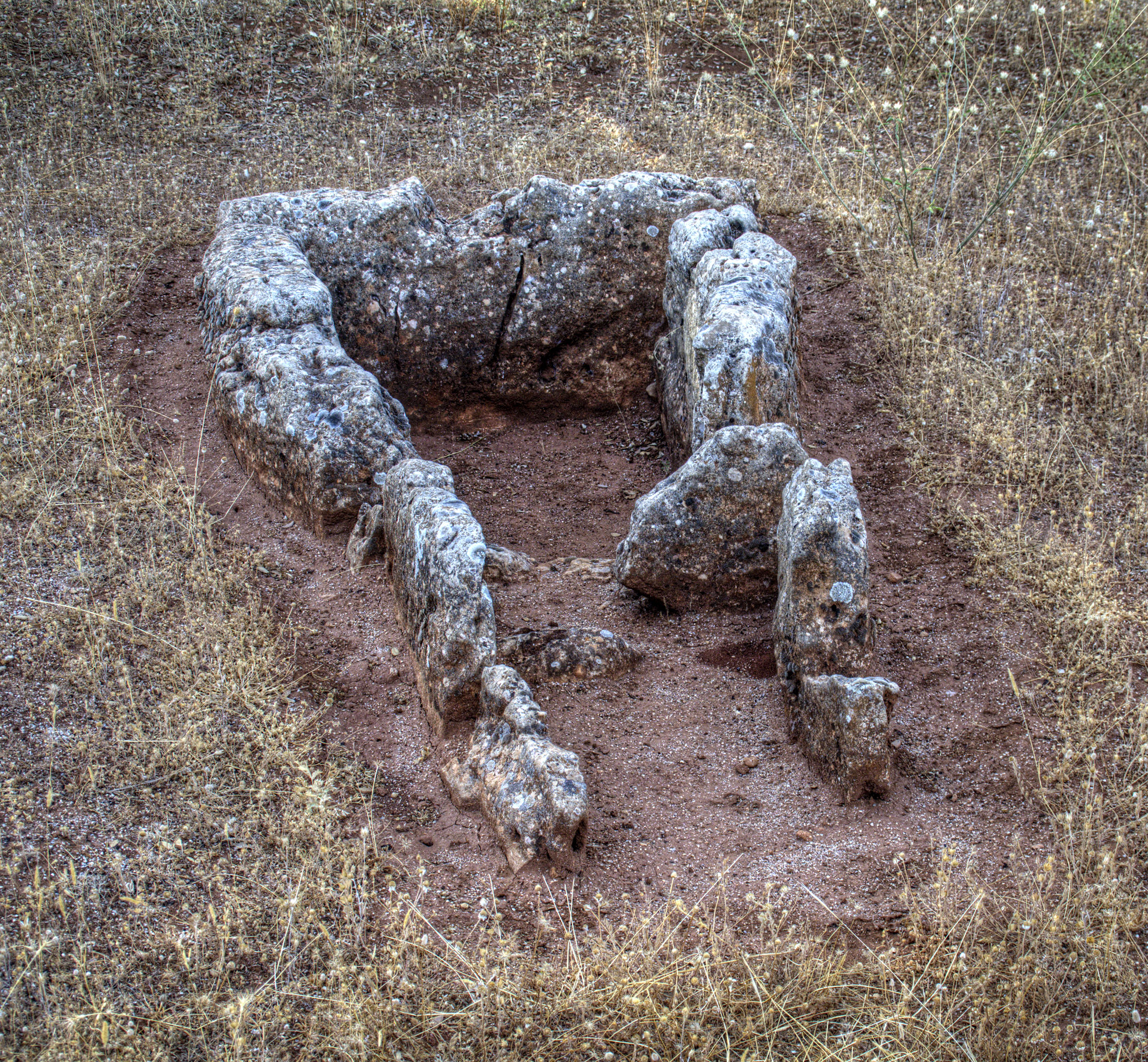
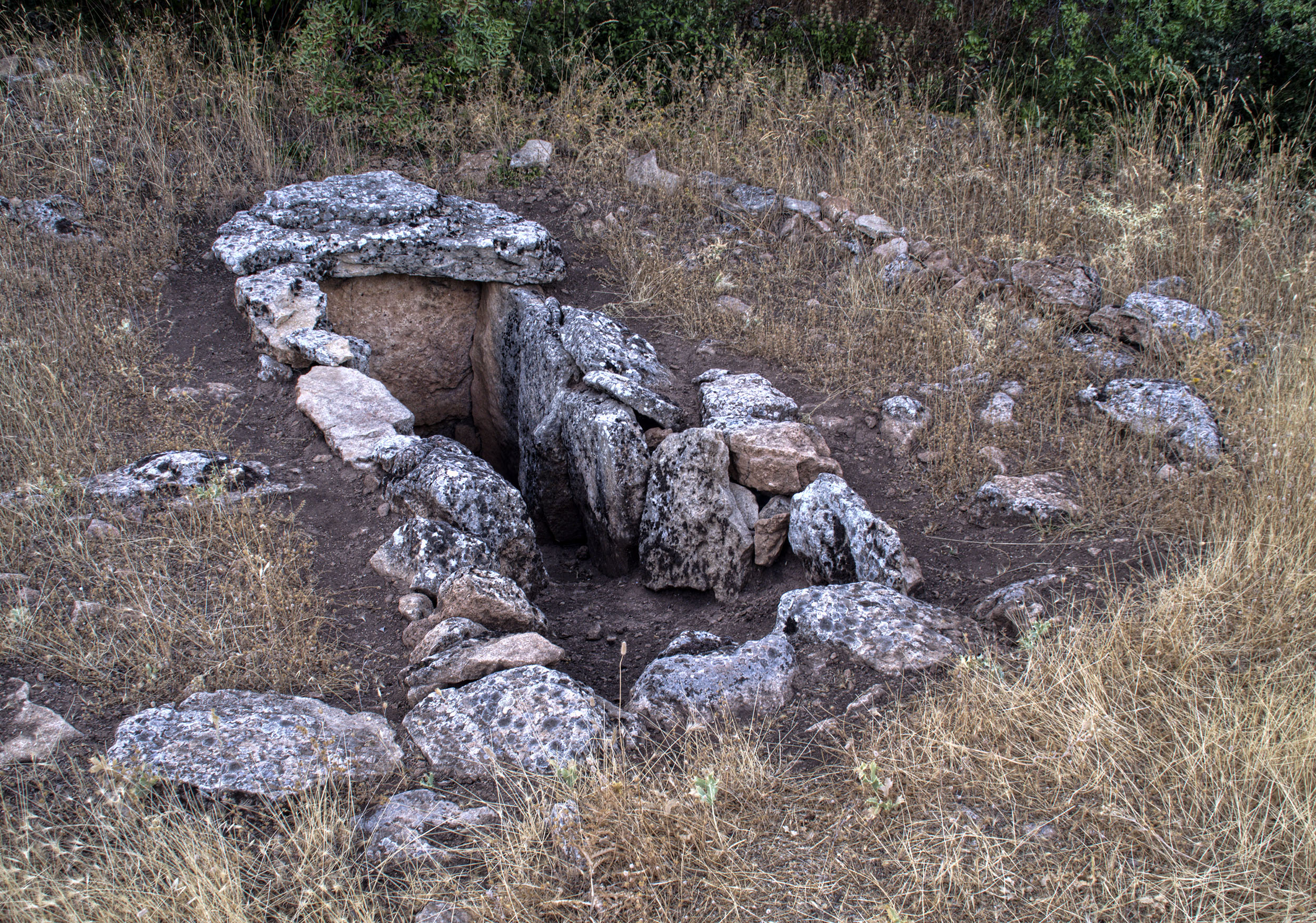
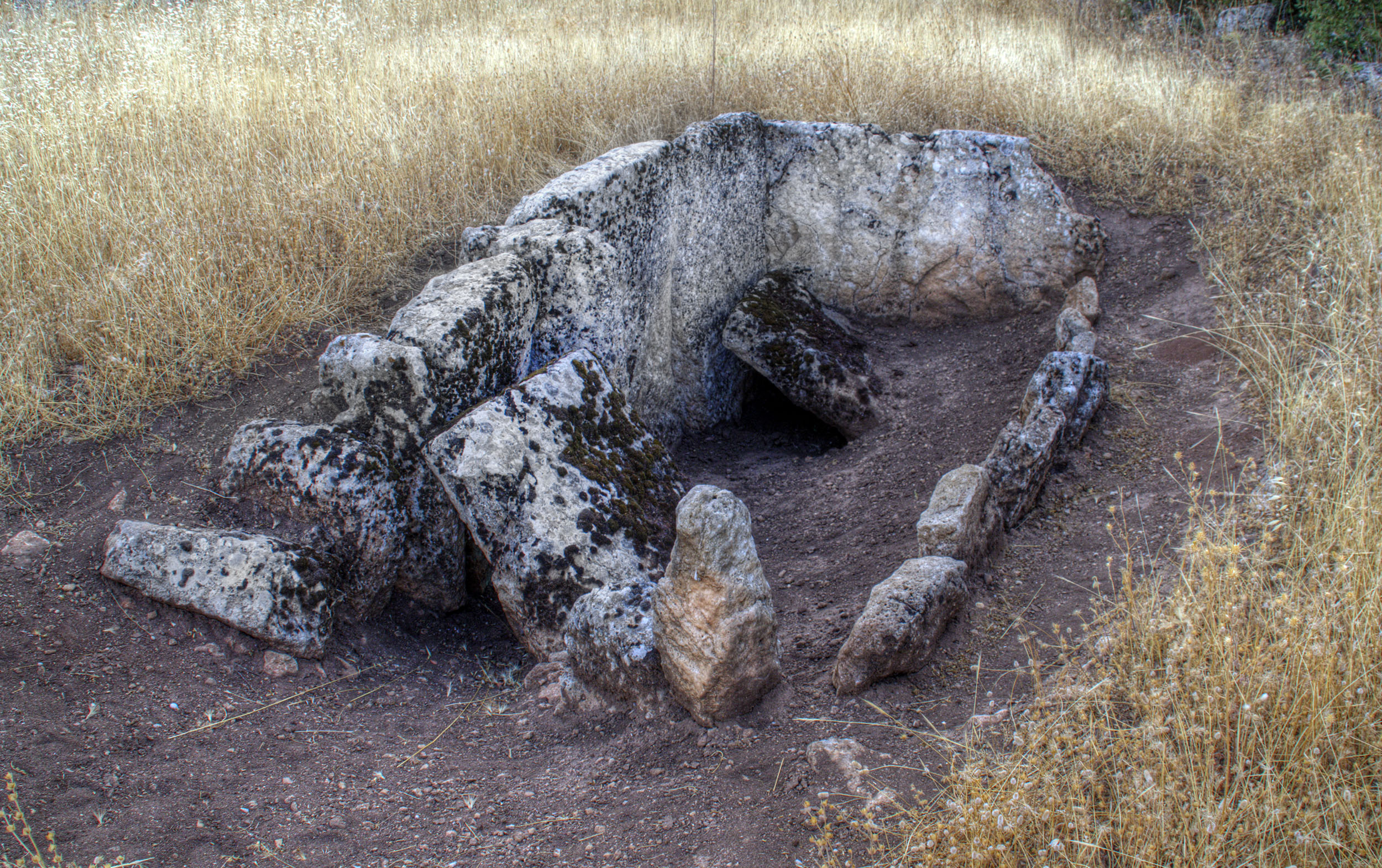

Bei Ausgrabungen auf dem Gelände wurden zahlreiche Artefakte einschließlich Pfeilspitzen aus Feuerstein, Knochenkämmen und Scherben dekorativer Keramik gefunden. Es gibt sieben Dolmen, die möglicherweise auf den Sonnenaufgang zur Wintersonnenwende ausgerichtet sind. Besonders gut erhalten ist Dolmen 23, dessen massiver Deckstein in zwei Teile gespalten ist. Die Front besteht aus zwei Platten, aus denen die große rechteckige Eintrittsöffnung herausgearbeitet ist. In einer nahe gelegenen Höhle sind primitive Felsmalereien gefunden worden.